# Ballo a tre passi
Pour plus de détails, voir Fiche technique et Distribution.
Ballo a tre passi est un film italien réalisé par Salvatore Mereu sorti en 2003.
Avec son premier travail, Mereu a remporté en 2004 le David di Donatello du meilleur réalisateur débutant. 
Le long métrage a été aussi présenté avec succès à la Settimana Internazionale della Critica (Semaine internationale de la critique) du 60e Festival du film de Venise, où il a reçu le Prix du meilleur film de la section.

## Synopsis
Le film est divisé en quatre épisodes qui racontent quatre jours qui représentent les saisons de l'année, mais aussi les âges de la vie : Printemps / Enfance, Été / Jeunesse, Automne / Maturité, Hiver / Vieillesse.

## Fiche technique
- Titre : Ballo a tre passi
- Réalisation : Salvatore Mereu
- Scénario : Giada Calabria
- Production : Eyescreen
- Photographie : Renato Berta, Tommaso Borgstrom, Paolo Bravi, Nicolas Franick
- Montage : Paola Freddi
- Son :
- Musique : Gian Paolo Mele
- Direction artistique :
- Costumes : Valentina Scalia, Stefania Grilli, Silvia Nebiolo
- Décor :
- Pays d'origine : Italie
- Format : couleurs
- Genre : drame
- Durée : 106 min.
- Langue : italien